# Preußen Hastenrath
Preußen Hastenrath (offiziell: Fußballclub Preußen Hastenrath 1912 e.V.) war ein Sportverein aus dem Eschweiler Stadtteil Hastenrath in der Städteregion Aachen. Die erste Fußballmannschaft spielte ein Jahr in der höchsten mittelrheinischen Amateurliga.

## Geschichte
Der Verein wurde im Jahre 1912 gegründet. 1947 stiegen die Preußen in die Bezirksklasse auf und wurden drei Jahre später Vizemeister hinter Alemannia Mariadorf. Da die Landesliga, die seinerzeit höchste Amateurliga am Mittelrhein gleichzeitig wieder zweigleisig geführt wurde, reichte der zweite Platz den Hastenrathern zum Aufstieg. Trotz eines 6:1-Sieges über den Meister SV Baesweiler 09 mussten die Preußen nach nur einem Jahr als Drittletzter wieder absteigen.
1953 und 1954 wurde die Mannschaft jeweils Vizemeister hinter SuS Herzogenrath bzw. dem Haarener FV. Es folgte eine sportliche Talfahrt, die 1961 mit dem Abstieg in die Kreisklasse mündete. Anschließend kam der Verein nicht mehr über untere Spielklassen hinaus und stieg 2011 in die Kreisliga B ab. Im Sommer 2012 ging der Verein zusammen mit dem ebenfalls 1912 gegründeten SV Nothberg eine Jugendspielgemeinschaft ein. Zwei Jahre später fusionierten beide Vereine zum SC 1912 Berger Preuß.